# Trévon Hughes
Trévon Terrell Hughes (Queens, Nueva York, 4 de abril de 1987) es un exjugador de baloncesto estadounidense con pasaporte puertorriqueño. Con 1,83 metros de altura podía jugar tanto en la posición de base como en la de escolta.

## High School
Se formó en la St. John's Northwestern Military Academy, situada en Delafield, Wisconsin. Como sophomore promedió 20,2 puntos y 5 asistencias, recibiendo una mención honorable del estado. Como junior promedió 22 puntos, 7 rebotes y 8 asistencias, siendo elegido en el segundo mejor quinteto del estado. Como senior promedió 22,2 puntos, 5,9 rebotes, 5,7 asistencias y 4,8 robos, siendo elegido en el mejor quinteto del estado por Associated Press y liderando a los Lancers a ganar su primer campeonato estatal (WIAA). 
Fue nombrado jugador del año de la Midwest Classic Conference las cuatro temporadas. Posee el récord de máxima anotación en un partido de la historia de los Lancers con 44.

## Universidad
Tras graduarse en 2006, se unió a la Universidad de Wisconsin-Madison, situada en Madison, Wisconsin, donde cumplió su periplo universitario de cuatro años (2006-2010). Es uno de los jugadores más rápidos de la historia de los Badgers.

### Wisconsin

#### 2006-2007
En su primera temporada, su año freshman (2006-2007), jugó 31 partidos (ninguno como titular) con los Badgers con un promedio de 1,3 puntos (33,3 % en triples y 70 % en tiros libres) y 1 rebote en 7,8 min. Fue nombrado MVP del America's Youth Classic.
Anotó 8 puntos (máxima de la temporada) contra los Southern Jaguars, cogió 5 rebotes, dio 2 asistencias y robó 3 balones en 18 min (máxima de la temporada) contra los Marquette Golden Eagles y repartió 3 asistencias (máxima de la temporada) contra los Ohio State Buckeyes.

#### 2007-2008
En su segunda temporada, su año sophomore (2007-2008), jugó 35 partidos (34 como titular) con los Badgers con un promedio de 11,2 puntos (31,4 % en triples y 68,8 % en tiros libres), 3 rebotes, 2,4 asistencias y 1,7 robos en 30,1 min. Fue el segundo máximo anotador y el tercer máximo asistente del equipo. A final de temporada recibió una mención honorable Big Ten Conference por los medios de comunicación y por los entrenadores.
Fue el primero en robos totales del equipo con 62, robando 6 balones en 3 partidos. Fue el máximo anotador de los Badgers en 11 partidos, anotando 10 o más puntos en 18 partidos. Anotó 25 puntos (máxima de la temporada) en 2 partidos, jugando su primer partido como titular con los Badgers contra los IPFW Mastodons.
Finalizó la temporada en la Big Ten Conference como el 20º máximo anotador y el 20º en triples anotados (43), el cuarto en robos por partido, el quinto en tiros libres anotados (108) y el quinto mejor % de tiros libres, el tercero en robos totales y el 15º en puntos totales (393).

#### 2008-2009
En su tercera temporada, su año junior (2008-2009), jugó 33 partidos (todos como titular) con los Badgers con un promedio de 12 puntos (35,9 % en triples y 76,6 % en tiros libres), 3,1 rebotes, 2,8 asistencias y 1,4 robos en 32,3 min. A final de temporada recibió por segunda vez una mención honorable Big Ten Conference por los medios de comunicación y por los entrenadores. También fue elegido en el mejor quinteto del Paradise Jam.
Fue el primero en robos totales del equipo con 49, robando 25 balones en los 12 últimos partidos de los Badgers. Fue el máximo anotador de los Badgers en 11 partidos, anotando 10 o más puntos en 12 de los 18 partidos de la Big Ten Conference. Tuvo un 47,3 % en triples (26-55) en los partidos jugados en casa. Metió los tiros ganadores contra los Virginia Tech Hokies y los Florida State Seminoles. Dio 6 asistencias (máxima de la temporada) contra los Iowa Hawkeyes, anotó 22 puntos (máxima de la temporada) contra los San Diego Toreros y jugó 41 min (máxima de su carrera universitaria) contra los Minnesota Golden Gophers. Cogió 6 rebotes (máxima de la temporada) contra los Green Bay Phoenix, los Penn State Nittany Lions y los Illinois Fighting Illini.
Finalizó la temporada en la Big Ten Conference como el 16º máximo anotador, el 15º máximo asistente y el 15º en triples anotados (52), el quinto en robos por partido, el sexto en tiros libres anotados (105) y el sexto mejor % de tiros libres, el 16º en asistencias totales (94) el séptimo en robos totales y el 15º en puntos totales (399).

#### 2009-2010
En su cuarta y última temporada, su año senior (2009-2010), jugó 33 partidos (todos como titular) con los Badgers con un promedio de 15,3 puntos (39,6 % en triples y 71,3 % en tiros libres), 4,4 rebotes, 2,6 asistencias y 1,6 robos en 32,6 min. A final de temporada fue seleccionado en el mejor quinteto defensivo de la Big Ten Conference, en el segundo mejor quinteto de la Big Ten Conference por los medios de comunicación y por los entrenadores y elegido en el segundo mejor quinteto del distrito 7 por la Asociación Nacional de Entrenadores de Baloncesto y en el quinto mejor quinteto All-American por Sporting News. También fue elegido en el mejor quinteto del Maui Invitational.
Fue el capitán del equipo, siendo el segundo máximo anotador y asistente del equipo y el tercer máximo reboteador. Fue uno de los 11 finalistas del Premio Bob Cousy. Anotó 10 o más puntos en 28 de los 33 partidos, incluyendo 11 partidos consecutivos anotando 10 o más puntos. Metió 20 o más puntos en 7 encuentros. Marcó más de 1 triple en 9 de los últimos 11 partidos. Fue el máximo anotador del equipo contra los Penn State Nittany Lions (22 puntos, 5 rebotes, 4 asistencias, 3 tapones y 3 robos), anotó 16 puntos y cogió 7 rebotes (máxima de su carrera universitaria) contra los Northwestern Wildcats y fue el máximo anotador de los Badgers contra los Penn State Nittany Lions, a los que añadió 7 asistencias (máxima de su carrera universitaria). El 7 de diciembre de 2009, fue elegido jugador de la semana de la Big Ten Conference, tras promediar 23 puntos durante esa semana (26 puntos contra los Duke Blue Devils, 20 contra los Grambling State Tigers y 27 (máxima de su carrera universitaria) contra los Green Bay Phoenix).
Finalizó la temporada en la Big Ten Conference como el noveno máximo anotador, el 20º máximo asistente, el 15º en min por partido, el quinto en triples anotados (74), el sexto en robos por partido, el 14º en tiros de campo anotados (162), el décimo en tiros libres anotados (107), el 13º mejor % de tiros libres, el 20º en asistencias totales (86) el 6º en robos totales (55), el 10º en puntos totales (505) y el 17º en min totales disputados (1077).
Disputó el Reese's College All-Star Game (12 puntos (3-6 de 2 y 2-7 de 3), 6 rebotes, 4 asistencias, 1 robo y 1 tapón en 21 min) y el Portsmouth Invitational Tournament (3 partidos con un promedio de 12,3 puntos (33,3 % en triples y 80 % en tiros libres), 6 rebotes, 3,3 asistencias y 1,7 robos en 30,4 min de media).

#### Promedios
Disputó un total de 132 partidos (100 como titular) con los Wisconsin Badgers entre las cuatro temporadas, promediando 10,1 puntos (35,9 % en triples y 72 % en tiros libres), 3 rebotes, 2,1 asistencias y 1,3 robos en 26 min de media.
Es el tercer jugador de la historia de los Badgers con más robos (177). Se convirtió en el 34º jugador de la historia de la universidad en llegar a los 1,000 puntos (16 de diciembre de 2009 contra los Cal Poly Mustangs). También es el tercer jugador de la historia de los Badgers en superar los 1,300 puntos (1,339), 300 rebotes (392) y 250 asistencias (277), tras los NBA Michael Finley y Devin Harris.
Desde su temporada sophomore jugó 100 partidos consecutivos como titular. Terminó su carrera universitaria con 15 partidos con 20 o más puntos. Finalizó su periplo universitario en la Big Ten Conference como el 24.º en robos, el 77.º en triples anotados (175), el 58.º mejor % de tiros libres, el 67.º en tiros libres anotados (334), el 100.º en puntos y el 86.º en partidos disputados.

## Trayectoria profesional
Disputó la NBA Summer League de 2010 con los Houston Rockets (4 partidos con un promedio de 2,5 puntos (71,4 % en tiros de 2), 1 rebote, 1,5 asistencias y 1 robo en 8,9 min de media).

### Union Olimpija
Tras no ser elegido en el Draft de la NBA de 2010, firmó por el Union Olimpija esloveno para la temporada 2010-2011, en la que iba a ser su primera experiencia como profesional, pero no llegó a debutar.

### VEF Rīga
Empezando el año 2011, fichó para el resto de temporada 2010-2011 por el BK VEF Rīga letón, en la que esta vez sí, fue su primera experiencia como profesional. Con el equipo letón fue campeón de la Latvijas Basketbola līga y subcampeón de la Liga Báltica.
Disputó 10 partidos de liga, 15 de Liga Báltica y 3 de VTB United League con el conjunto de Riga, promediando en liga 5,2 puntos (30,8 % en triples y 80 % en tiros libres), 2,9 rebotes, 3,3 asistencias y 1,5 robos en 14,6 min de media, en la Liga Báltica 9,9 puntos, 3,8 rebotes, 2,8 asistencias y 1,5 robos en 20,7 min de media, y en la VTB United League 9,7 puntos (53,3 % en tiros de 2, y 100 % en tiros libres), 2 rebotes y 2 asistencias en 19 min de media.

### Pieno žvaigždės
Los siguientes dos años (2011-2013), los pasó en el KK Pieno žvaigždės lituano, siendo en ambos subcampeón de la Copa de baloncesto de Lituania. Fue seleccionado para el All-Star Game de la Lietuvos Krepšinio Lyga en 2013.
En su primera temporada (2011-2012), jugó 22 partidos de liga y 18 de Liga Báltica, promediando en liga 15 puntos (51,3 % en tiros de 2, 38,4 % en triples y 75,5 % en tiros libres), 3,4 rebotes, 2,8 asistencias y 2,1 robos en 26,4 min, mientras que en la Liga Báltica promedió 12,7 puntos (33,3 % en triples y 71,7 % en tiros libres), 4,8 rebotes, 2,4 asistencias y 1,6 robos en 25,1 min.
A final de temporada fue nombrado jugador defensivo del año de la Lietuvos Krepšinio Lyga, recibió una mención honorable Lietuvos Krepšinio Lyga y fue elegido en el mejor quinteto defensivo de la Lietuvos Krepšinio Lyga, todo ello por Eurobasket.com. Finalizó la temporada en la Lietuvos Krepšinio Lyga como el 3º máximo anotador y el segundo en robos.
En su segunda y última temporada (2012-2013), jugó 22 partidos de liga y 15 de Liga Báltica, promediando en liga 15,1 puntos (57,1 % en tiros de 2, 30,2 % en triples y 74,4 % en tiros libres), 4,3 rebotes, 2,2 asistencias y 2,3 robos en 28 min, mientras que en la Liga Báltica promedió 14,1 puntos (37,1 % en triples y 75,5 % en tiros libres), 4,1 rebotes, 3,1 asistencias y 2,5 robos en 26,3 min.
A final de temporada fue nombrado base del año de la Lietuvos Krepšinio Lyga, jugador extranjero del año de la Lietuvos Krepšinio Lyga  y fue elegido en el segundo mejor quinteto de la Lietuvos Krepšinio Lyga y por segunda vez, en el mejor quinteto defensivo de la Lietuvos Krepšinio Lyga, todo ello por Eurobasket.com. Finalizó la temporada en la Lietuvos Krepšinio Lyga como el tercer máximo anotador y el primero en robos.
Disputó un total de 44 partidos de liga y 33 de Liga Báltica con el cuadro lituano entre las dos temporadas, promediando en liga 15 puntos (54,2 % en tiros de 2, 34,3 % en triples y 74,9 % en tiros libres), 3,8 rebotes, 2,5 asistencias y 2,2 robos en 27,2 min de media, mientras que en la Liga Báltica promedió 13,4 puntos (35,2 % en triples y 73,6 % en tiros libres), 4,4 rebotes, 2,7 asistencias y 2 robos en 25,7 min de media.

### TBB Trier
El 21 de junio de 2013, el TBB Trier alemán, anunció su fichaje para la temporada 2013-2014.
Disputó un total de 31 partidos de liga con el conjunto de Trier, promediando 14,7 puntos (31,8 % en triples y 74 % en tiros libres), 3,9 rebotes, 3,6 asistencias y 2,2 robos en 30,4 min de media.
A final de temporada recibió una mención honorable Basketball Bundesliga y fue elegido en el mejor quinteto defensivo de la Basketball Bundesliga, ambas cosas por Eurobasket.com. Finalizó la temporada en la Basketball Bundesliga como el séptimo máximo anotador y el segundo en robos.

### medi Bayreuth
Sin moverse de Alemania, el 6 de julio de 2014, el medi Bayreuth, anunció su fichaje para la temporada 2014-2015, abandonando el equipo en enero de 2015.
Disputó 18 partidos de liga con el cuadro de Bayreuth en ese período de tiempo, promediando 13,9 puntos (33 % en triples y 70,6 % en tiros libres), 4,3 rebotes, 4,3 asistencias y 2,2 robos en 33,1 min de media.

### Sakarya Isik Koleji
El 9 de febrero de 2015, el Sakarya Isik Koleji de la Türkiye 2. Basketbol Ligi (2ª división turca por entonces, ahora 3ª división), anunció su fichaje hasta el final de la temporada 2014-2015.
Disputó un total de 15 partidos de liga con el conjunto de Sakarya, promediando 14,6 puntos (40,2 % en triples y 73,8 % en tiros libres), 4,3 rebotes, 3,1 asistencias y 2,1 robos en 30,1 min de media.
Finalizó la temporada en la Türkiye 2. Basketbol Ligi como el tercero en robos.

### Cholet Basket
Firmó para la temporada 2015-2016 por el Cholet Basket francés.
Disputó un total de 33 partidos de liga con el cuadro de Cholet, promediando 8,1 puntos (31,2 % en triples y 77,5 % en tiros libres), 2,4 rebotes, 2,7 asistencias y 1,2 robos en 26,2 min de media.